# Trois de cœur
Ne doit pas être confondu avec Trois sœurs ou Trois cœurs.
Le trois de cœur (3♥) est une carte à jouer.

## Caractéristiques

### Généralités
Le trois de cœur fait partie des jeux de cartes utilisant les enseignes françaises. En France, on le retrouve dans les jeux de 52 cartes et dans certains jeux de tarot, mais pas de dans les jeux de 32 cartes. Un trois et un cœur, il s'agit d'une valeur et d'une carte de couleur rouge.
De façon générale, le trois de cœur suit le deux de cœur et précède le quatre de cœur. N'étant pas une figure, il a généralement une valeur nulle lors du décompte des points.

### Représentations
Comme les autres valeurs, la valeur du trois de cœur est représentée par des répétitions de son enseigne, ici un cœur stylisé rouge. Si le paquet indique la valeur des cartes dans les coins, celle du trois de cœur est reprise en mentionnée en chiffre (« 3 ») ; la couleur du texte (rouge ou noir) varie.
Dans les jeux de type français, les trois cœurs sont disposés verticalement sur une colonne au centre de la carte. En règle générale, les deux cœurs du haut pointent vers le bas de la carte, celui du bas pointe vers le haut.

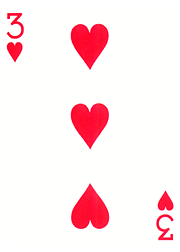
Trois de cœur d'un jeu de poker.
Trois de cœur, jeu hongrois. La valeur de la carte n'est pas indiquée en chiffre dans les coins.

### Équivalents
Dans les jeux utilisant les enseignes latines (Espagne, Italie, etc.), l'équivalent du trois de cœur est le trois de denier.
Les jeux utilisant des enseignes allemandes ne possèdent généralement pas le trois de cœur, les valeurs s'arrêtant à sept.
En Suisse, l'équivalent du cœur est la rose. Les paquets ne contiennent toutefois pas de trois de rose, la valeur la plus basse étant le six,,.

## Historique
Les premières cartes à jouer éditées en Europe ne comportent aucune des enseignes rencontrées dans les jeux français contemporains. Les enseignes latines (bâtons, deniers, épées et coupes) sont probablement adaptées des jeux de cartes provenant du monde musulman,. Les enseignes françaises sont introduites par les cartiers français à la fin du XVe siècle, probablement par adaptation des enseignes germaniques (glands, grelots, feuilles et cœurs). Les enseignes françaises procèdent d'une simplification des enseignes précédentes, permettant une reproduction plus aisée (et donc un moindre coût de fabrication). L'enseigne de cœur est reprise des enseignes germaniques, mais fortement simplifiée. Les cœurs français dériveraient ainsi des coupes latines.

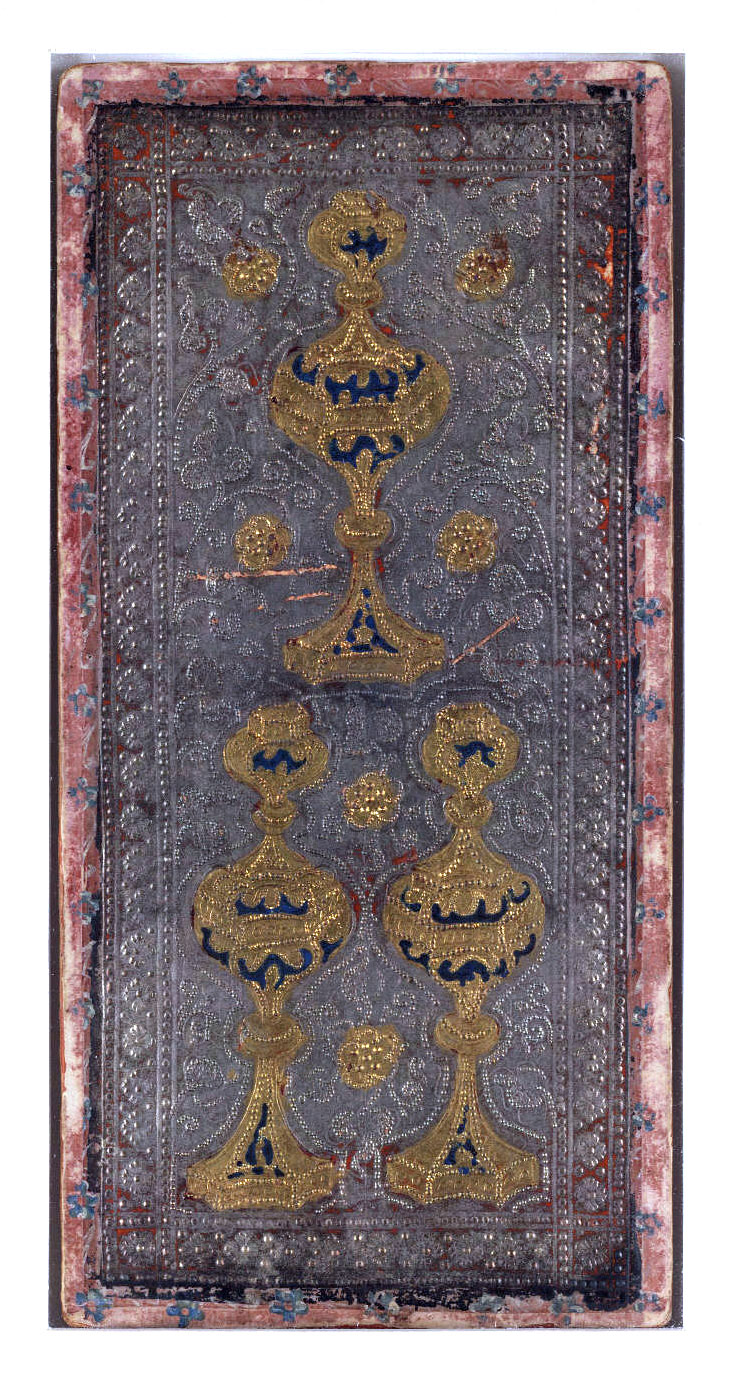
Le trois de coupe d'un tarot Visconti-Sforza ; le trois de cœur dériverait de ce type de carte.
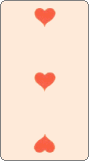
Trois de cœur d'un jeu de tarot du XIXe siècle

## Informatique
Le trois de cœur fait l'objet d'un codage dédiée dans le standard Unicode : U+1F0B3, « 🂳 » (cartes à jouer) ; ce caractère sert également pour le trois de coupe.